# Fafa (Tongatapu)
Fafa (auch: Fafā, Faffao) ist eine kleine Insel im Norden von Tongatapu im Pazifik. Sie gehört politisch zum Königreich Tonga.

## Geographie
Das Motu liegt im Zentrum des Archipels vor der Nordküste von Tongatapu in einer Linie mit ʻOnevai und den beiden Eilanden Velitoa Hihifo und Velitoa Hahake. In der Umgebung liegen das Riff Ualanga Lalo Reef sowie die Felsen Juno Rock und Augusta Rock.

## Klima
Das Klima ist tropisch heiß, wird jedoch von ständig wehenden Winden gemäßigt. Ebenso wie die anderen Inseln der Tongatapu-Gruppe wird Fafa gelegentlich von Zyklonen heimgesucht.